# كارتر كامب
كارتر كامب (بالإنجليزية: Carter Camp)‏ هو عالم بيئة أمريكي، ولد في 18 أغسطس 1941 في باوني في الولايات المتحدة، وتوفي في 27 ديسمبر 2013.